# Haakon II Barczysty
Haakon II Barczysty norw. Håkon II (Sigurdsson) Herdebrei (ur. ok. 1147, zm. 7 lipca 1162) – król Norwegii 1157–1162, z dynastii Yngling.
Urodził się prawdopodobnie w 1147 lub 1148 r., był pozamałżeńskim synem króla Norwegii Sigurda II Gęby (zm. 1155), wnukiem króla Norwegii Haralda IV Gille.
Po śmierci króla Sigurda I Jorsalfara w 1130 r. nastąpił w Norwegii okres wieloletniej wojny domowej pomiędzy kolejnymi pretendentami, którzy powoływali się na swoje prawa do korony królewskiej. W późniejszym czasie partia dążąca do zjednoczenia kraju pod władzą jednego króla została nazwana stronnictwem narodowym (tzw. Birkebeiner), zaś partia przeciwna, według której każdy potomek królewskiego rodu miał prawo do części władztwa, została nazwana stronnictwem kościelnym (tzw. Baglar)
Po 1140, po pokonaniu przeciwników, zwierzchnią władzę w królestwie objął król Inge I Garbaty wraz ze swymi braćmi Sigurdem II Gebą oraz Eysteinem II, którzy formalnie również nosili tytuły królewskie. Po krótkim okresie pokojowego współwładztwa doszło do walk pomiędzy braćmi a później Inge I zamordował obu braci, Sigurda II w 1155, Eysteina w 1157. Po śmierci Eysteina II możni zebrani w stronnictwie Birkebeiner, doprowadzili do koronacji Haakona II na króla Norwegii (1157).
Haakon II Barczysty podjął walkę z królem Inge I, mając za sojusznika swego brata Sigurda Markusfostre. Do bitwy między przeciwnikami doszło pod Oslo 4 lutego 1161 r. Wojska króla Inge zostały pokonane, a on sam poległ na polu bitwy. 
Mimo tego zwycięstwa król Haakon II nie pozbył się wrogów, ponieważ pretensje do korony królewskiej zgłosił Erling Skakke, główny doradca i współpracownik króla Inge I, będący zięciem króla Sigurda I. Erling Skakke stanął na czele stronnictwa Bagler, jego zwolennicy w 1161 r. wybrali na króla Magnusa, małoletniego syna Erlinga Skakke. W kolejnym roku doszło do walk wojsk Erlinga ze wojskami popierającymi Haakona II. Do rozstrzygnięcia doszło w bitwie pod Sekken (7 lipca 1162). Wojska Erlinga Skakke wygrały bitwę, podczas której zginął król Haakon II Barczysty. 
Po śmierci Haakona II możni ze stronnictwa Birkebeiner zebrali się wokół młodszego brata królewskiego, Sigurda Markusfostre, który przyjął koronę królewską w 1162 jako Sigurd IV, jednak już rok później dostał się do niewoli przeciwników i został zamordowany.
Król Haakon II Barczysty nie był żonaty, nie pozostawił też potomstwa.